# 拉美西斯四世
拉美西斯四世（Ramesses IV）是古埃及新王國時期第二十王朝的第三任法老。他在登基成為法老前的名字應該是Amonhirkhopshef。他是拉美西斯三世的第五個兒子，在拉美西斯三世在位的第二十二年公元前1165年因他的四位兄長都已經去世，所以他被封為王子。
由於拉美西斯三世的統治長達三十多年，一般認為拉美西斯四世大約到了40歲才成為法老。他統治的時期為公元前1155年—公元前1149年。

## 生平
拉美西斯四世出生于公元前1195年，他是法老拉美西斯三世与宠妃蒂蒂克拉的儿子，拉美西斯三世第22年，由于他的四位兄长已经先于在拉美西斯三世去世前死去，所以他被封为皇太子，这也成为了拉美西斯三世宫廷密谋事件的导火线。公元前1155年4月，拉美西斯三世被谋杀后，他便登基并继承皇位。当时可能已经40岁。拉美西斯四世也迎娶了他的姐妹杜阿藤特帕特(Duatentopet)，并生有拉美西斯五世。

## 大興土木

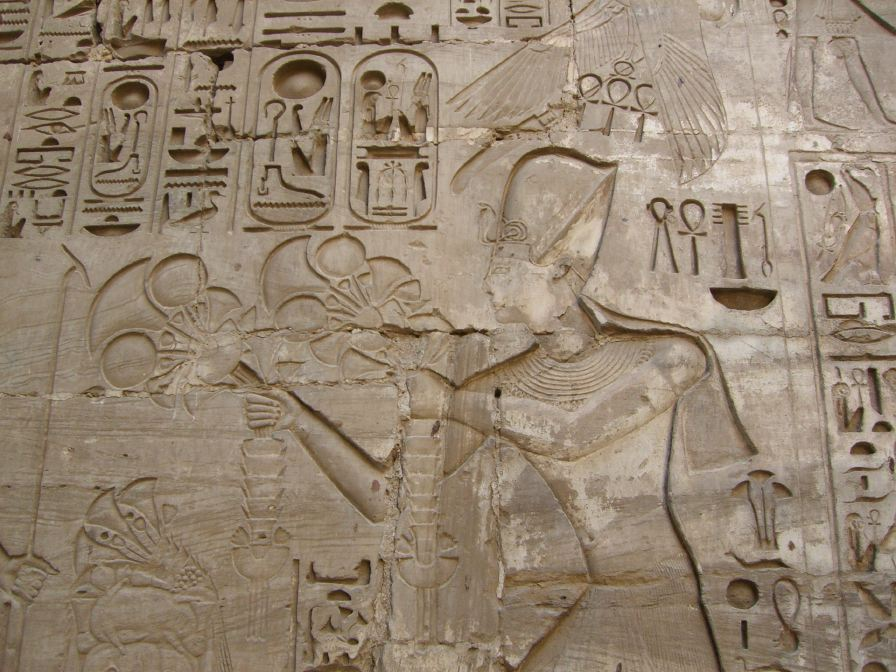
於卡納克神廟中拉美西斯四世的浮雕

拉美西斯四世即位後，開始了主要的興建計劃，規模等同拉美西斯二世時期，他把於戴爾美迪納（Deir el-Madinah）工作的每隊工作人量增加一倍，達至120人，另外又多次派遣遠征隊伍到哈馬馬特乾谷（Wadi Hammamat）採集礦石及到西奈半島開發綠松石。位於哈馬馬特乾谷的大型石碑記錄了一次最大規模的遠征——時間是拉美西斯四世即位後第3年第3個月的收成季節的第27天，遠征隊人數為8,368人（包括5,000名士兵、2,000名阿蒙神廟的僧侶、800名哈比魯（當時埃及對一種遊牧民族的稱呼）及130名石匠與採石工人），由阿蒙大祭師拉美斯奈克特親自指揮。當時的抄寫員盡職地準確記下人數，但卻沒有把900名在該次出征死去的人計算在內，於是當這900個人加進原本數字時，就可發現死去的人數佔整體的十分之一，顯示出埃及的採石遠征是非常艱辛的。部分由哈馬馬特乾谷拉至尼羅河（距離為60里）的石塊重40噸或以上。其他埃及的採石場，如阿斯旺就較近尼羅河，工人可以使用大型平底船長途運送石塊。
他又派人在卡納克大幅擴建其父親的孔蘇神廟（Temple of Khonsu），並在哈特謝普蘇特葬祭廟附近興建一所大型的葬祭廟。拉美西斯四世亦曾在他在位的頭四年四次派遣遠征隊到西奈半島開發綠松石。

## 逝世
儘管拉美西斯四世盡心盡力的崇拜神明及歐西里斯，阿拜多斯的一塊石碑中更寫著「願您（有如賜我先祖一樣）賜我長壽及長久治安」，但拉美西斯四世的在位時間並不長久。
拉美西斯四世於在位後的六年半（公元前1149年）去世，屍體埋葬於帝王谷編號為KV2的陵墓中。他的木乃伊於1898年於KV35（阿蒙霍特普二世的陵墓）中發現。從木乃伊可知道他是一個禿頭、長鼻子和矮小的人。
而他的大皇后，杜阿藤特帕特(Duatentopet)則葬於王后谷的74号墓穴(QV74)，繼承王位的是他們的兒子拉美西斯五世。

## 外部連結
- Ramesses IV, the Beginning the Empire's Collapse （页面存档备份，存于）（英文）